# Zacharoúla Karyámi
Zacharoúla « Chará » Karyámi (en grec moderne : Ζαχαρούλα «Χαρά» Καρυάμη, née le 7 avril 1983 à Athènes) est une gymnaste rythmique grecque.

## Biographie
Zacharoúla Karyámi remporte aux Jeux olympiques d'été de 2000 à Sydney la médaille de bronze par équipe avec Iríni Aïndilí, Evangelía Christodoúlou, María Georgátou, Charíklia Pantazí et Ánna Pollátou.

## Palmarès

### Jeux olympiques
- Sydney 2000
  -  médaille de bronze par équipe.

### Championnats du monde
- La Nouvelle-Orléans 2002
  -  médaille de bronze par équipe.